# 24 канал (Украина)
24 Канал — первый всеукраинский круглосуточный канал новостей.
Входит в медиахолдинг ТРК «Люкс», собственником которого является Кит-Садовая Катерина Орестовна. Новости политики, экономики, шоу-бизнеса, спорта обновляются в режиме прямого эфира. Транслируется на всей территории Украины.

## Особенности канала
Канал работает с 1 марта 2006 года и вещает по всей Украине. Охват аудитории Украины (согласно Индустриальному телевизионному комитету) в зрителях что смотрят канал в этот момент (shr) — 0,56 %, рейтинг — 0,06 %. 27 июня 2017 года в 14:00 телеканал и редакция стали жертвой хакерской атаки вируса Petya, после которого на неопределённое время телевещание и работоспособность новостного портала была остановлена.
Доступные форматы просмотра канала: телевещание, онлайн на собственном портале, мобильное приложение на смартфоне, приложения для smart-TV.

## Эфир
Выпуски новостей выходят на канале каждый час с утра и каждые 2 часа (обед, вечер) з 7 до 22. Выпуск новостей за день выходит в 22:00.
О главном: 20-минутная программа, в которой ведущие рассматривают главные новости дня с экспертами выходит в 21:00.
Pro Новини: 20-минутная программа, в которой ведущий рассматривает и комментирует события за день, Автор и ведущий — Артем Овдиенко (в будние дни).

## Видеоблогеры
Летом 2017 года канал начал транслировать видеоблогеров — журналистов и экспертов в разных областях, которые получают возможность делиться знаниями с широкой телевизионной аудиторией.

## Покрытие
Техническое покрытие территории Украины — 87 %

## Спутниковая трансляция
- Спутник — AMOS-3
- Орбитальная позиция — 4°W
- Частота — 11175 MHz
- Поляризация — горизонтальная (H)
- SR — 30000
- FTA (Free To Air)
- FEC — 3/4[4]

## Сайт 24 Канала
В декабре 2019 года в Украине интернет-издание одноимённого канала 24tv.ua возглавило топ-100 новостных сайтов на общественно-политическую тему. В августе 2020 года, согласно Kantar Ukraine, портал 24tv.ua был одним из самых популярных новостных ресурсов. Согласно Институту массовой информации ориентировочная месячная посещаемость портала — 26 269 898 (по состоянию на август 2020 года).